# ANNE+
ANNE+ is een Nederlandse webserie, ontwikkeld door BNNVARA en geproduceerd door Millstreet Films. De serie werd vervolgd door de bioscoopfilm ANNE+.
De serie ging in première op 30 september 2018 tijdens het Nederlands Film Festival in Utrecht. Het eerste seizoen is na de uitzendingen op NPO 3 uitgebracht op YouTube met Engelse ondertiteling. Het tweede seizoen werd uitgezonden vanaf maart 2020.
In maart 2021 verscheen de serie in Nederland en België op Netflix. In de Verenigde Staten is de serie te bekijken op Amazon Prime. Op 14 oktober 2021 kwam er een filmvervolg uit in de Nederlandse bioscoop, welke sinds 11 februari 2022 internationaal op Netflix te zien is. Deze film zet het verhaal van de televisieserie voort, al hebben de makers aangegeven dat een nieuw seizoen nog niet is uitgesloten.

## Verhaal
Het eerste seizoen draait om de lesbische twintiger Anne die op zichzelf gaat wonen in Amsterdam. Tijdens het eerste weekend in haar nieuwe woning blikt ze terug op haar turbulente liefdesleven tijdens haar studententijd en denkt ze na over hoe diverse meisjes en relaties haar hebben gevormd tot de persoon die ze nu is. Iedere aflevering draait om Anne en een ander meisje.
In het tweede seizoen zien we meer van Anne's leven, haar vrienden en carrière in Amsterdam. Centraal staan de koppels in Anne's omgeving, maar ook wordt dieper ingegaan op enkele relaties uit het eerste seizoen. Eén persoon is echter erg speciaal voor haar geworden.

## Ontstaan van de serie
Het verhaal is in 2015 bedacht door scriptschrijver Maud Wiemeijer, die het idee samen met regisseuse Valerie Bisscheroux heeft uitgewerkt. De twee kwamen al snel uit bij actrice Hanna van Vliet voor de hoofdrol.
Seizoen 1 werd met behulp van crowdfunding gefinancierd. Dit eerste seizoen werd gemaakt als webserie en bestaat uit zes afleveringen van ieder ongeveer 12 minuten lang. Uiteindelijk werden de afleveringen door NPO 3 opgenomen in de programmering van 2018, nadat deze eerst al op het online platform 3LAB waren verschenen. Het tweede seizoen werd gemaakt voor televisie en bestaat uit acht afleveringen van gemiddeld 24 minuten. Dit seizoen werd mogelijk gemaakt door de financiële steun van Millstreet Films en BNNVARA.
Internationaal is de serie te zien geweest op verschillende filmfestivals en streamingplatformen.

## Rolverdeling
| Acteur / Actrice       | Personage        | Aflevering | Aflevering         |
| Acteur / Actrice       | Personage        | Seizoen 1  | Seizoen 2          |
| ---------------------- | ---------------- | ---------- | ------------------ |
| Hanna van Vliet        | Anne Verbeek     | 1-6        | 1-8                |
| Eline van Gils         | Lily             | 1 en 6     | 1-4, 7 en 8        |
| Jade Olieberg          | Jip              | 1,2,3 en 5 | 1, 2, 4, 6–8       |
| Alex Hendrickx         | Casper           | 1, 2 en 4  | 1, 5, 6 en 8       |
| Huib Cluistra          | Teun             | 1–3 en 5   | 7 en 8             |
| Amy van der Weerden    | Daantje          | 1–3 en 5   | 6 en 8             |
| Flip Zonne Zuijderland | Doris            | 1          | 1, 2, 4 en 7       |
| Gale Rama              | Liv              | 1          | -                  |
| Sharai Rodrigues       | Janna            | 2          | -                  |
| Niels Gooijer          | Mark             | 2          | -                  |
| Djamila Landbrug       | Sofie            | 3          | -                  |
| Kirsten Mulder         | Esther           | 4          | 5                  |
| Sarah Janneh           | Lotte            | 4          | 5                  |
| Joy Wielkens           | Noa              | 4          | 5                  |
| Jouman Fattal          | Sara             | 5          | 3-8                |
| Jacqueline Blom        | Liesbeth         | 6          | 1, 3 en 8          |
| Hein van der Heijden   | Jos Verbeek      | 6          | 1, 3 en 8          |
| Jesse Mensah           | Max              | -          | 1, 2, 4, 6, 7 en 8 |
| Valentijn Benard       | Oscar            | -          | 1, 2, 4, 6 en 7    |
| Myrthe Huber           | Caro             | -          | 1-4                |
| Ayla Satijn            | Maya             | -          | 2, 4 en 8          |
| Laura Goméz            | Cecilia Castillo | -          | 5 en 6             |
| Rick Paul van Mulligen | Ralph            | -          | 5                  |
| Jetty Mathurin         | Barbara          | -          | 5                  |
| Marloes Ijpelaar       | Maaike           | -          | 5                  |
| Urmie Plein            | Naomi            | -          | 6                  |
| Anne-Chris Schulting   | Stella           | -          | 8                  |

## Afleveringen

### Seizoen 1
| Afl. | Datum             | Titel        |
| ---- | ----------------- | ------------ |
| 1    | 30 september 2018 | Anne+ Lily   |
| 2    | 30 september 2018 | Anne+ Janna  |
| 3    | 3 oktober 2018    | Anne+ Sofie  |
| 4    | 10 oktober 2018   | Anne+ Esther |
| 5    | 17 oktober 2018   | Anne+ Sara   |
| 6    | 24 oktober 2018   | Anne+        |

### Seizoen 2
| Afl. | Datum         | Titel          |
| ---- | ------------- | -------------- |
| 1    | 3 maart 2020  | Lily+Doris     |
| 2    | 10 maart 2020 | Jip+Maya       |
| 3    | 17 maart 2020 | Jos+Liesbeth   |
| 4    | 24 maart 2020 | Sara+Anne      |
| 5    | 31 maart 2020 | Esther+Noa     |
| 6    | 7 april 2020  | Casper+Daantje |
| 7    | 14 april 2020 | Teun+Max       |
| 8    | 21 april 2020 | Anne+          |

## Prijzen en nominaties
| Jaar | Prijs/organisator                          | Categorie                                            | Ontvangstnemer(s)                   | Uitslag     |
| ---- | ------------------------------------------ | ---------------------------------------------------- | ----------------------------------- | ----------- |
| 2018 | Series Mania (Frankrijk)                   | Beste korte serie (juryprijs)                        | Valerie Bisscheroux, Maud Wiemeijer | Genomineerd |
| 2018 | Nederlands Film Festival                   | Beste debuut (Filmprijs van de Stad Utrecht)         | Valerie Bisscheroux                 | Genomineerd |
| 2019 | Prix Europa (Duitsland)                    | Televisieserie fictie                                |                                     | Genomineerd |
| 2019 | North Carolina Gay & Lesbian Film Festival | Beste internationale lesbische webserie (juryprijs)  |                                     | Gewonnen    |
| 2020 | Nederlands Film Festival                   | Beste actrice televisiedrama (Gouden Kalf-nominatie) | Hanna van Vliet                     | Genomineerd |
| 2021 | Winq Diversity Awards                      | Culture Award                                        |                                     | Gewonnen    |
| 2021 | COC Nederland                              | Bob Angelo Sterren van de Toekomst-trofee            |                                     | Gewonnen    |